# بيير-فرانسوا-جوزيف روبرت
بيير-فرانسوا-جوزيف روبرت هو سياسي فرنسي، ولد في 21 يناير 1762، وتوفي في 13 أبريل 1826. انتخب نائب فرنسي.